# Скоглунд, Хампус
Эрик Хампус Скоглунд (швед. Erik Hampus Skoglund; род. 1 марта 2004, Тебю) — шведский футболист, защитник «Хаммарбю».

## Клубная карьера
Является воспитанником «Фрея». В 17-летнем возрасте присоединился к юношеской команде «Хаммарбю». В августе 2023 года подписал контракт с «Хаммарбю Таланг», выступающим в первом дивизионе. Первую игру за новый клуб провёл 12 августа против «Карлстада». В общей сложности сыграл за команду 13 матчей, в которых забил один мяч. Зимой 2024 года перед началом сезона тренировался с основным составом «Хаммарбю». Весной интерес к нему проявляли АИК, а также датские «Орхус» и «Норшелланн».
15 марта 2024 года заключил с «Хаммарбю» четырёхлетний контракт. 31 марта во встрече первого тура с «Кальмаром» дебютировал за клуб в чемпионате Швеции, появившись на поле в стартовом составе.

## Клубная статистика
| Выступление      | Выступление      | Выступление      | Лига | Лига | Кубки | Кубки | Конт. кубки | Конт. кубки | Итого | Итого |
| Клуб             | Лига             | Сезон            | Игры | Голы | Игры  | Голы  | Игры        | Голы        | Игры  | Голы  |
| ---------------- | ---------------- | ---------------- | ---- | ---- | ----- | ----- | ----------- | ----------- | ----- | ----- |
| Хаммарбю Таланг  | Дивизион 1       | 2023             | 13   | 1    | 0     | 0     | 0           | 0           | 13    | 1     |
| Хаммарбю Таланг  | Итого            | Итого            | 13   | 1    | 0     | 0     | 0           | 0           | 13    | 1     |
| Хаммарбю         | Алльсвенскан     | 2024             | 1    | 0    | 0     | 0     | 0           | 0           | 1     | 0     |
| Хаммарбю         | Итого            | Итого            | 1    | 0    | 0     | 0     | 0           | 0           | 1     | 0     |
| Всего за карьеру | Всего за карьеру | Всего за карьеру | 14   | 1    | 0     | 0     | 0           | 0           | 14    | 1     |